# Communauté de communes du Haut Grésivaudan
La communauté de communes du Haut Grésivaudan était une communauté de communes française, située dans le département de l'Isère et la région Rhône-Alpes. 
Depuis le 1er janvier 2009 elle a fusionné avec la Communauté de communes du Pays du Grésivaudan.

## Composition
La communauté de communes regroupait 6 communes :
- Chapareillan
- La Buissière
- Le Cheylas
- Pontcharra
- Saint-Maximin
- Sainte-Marie-d'Alloix